# Das grobe Hemd
Das grobe Hemd è un film muto del 1927 diretto da Fritz Kaufmann. Tratto dal lavoro teatrale Das grobe Hemd di Carl Karlweis, fu sceneggiato da Leopold Krenn e Max Neufeld. Il film segna il debutto sullo schermo dell'attore teatrale Wolf Albach-Retty.

## Produzione
Il film fu prodotto dall'Allianz-Film GmbH (Wien).

## Distribuzione
Distribuito dalla Südfilm, fu presentato alla stampa al Kosmos di Vienna il 2 luglio 1927.